# Лауферсвајлер
Лауферсвајлер (њем. Laufersweiler) општина је у њемачкој савезној држави Рајна-Палатинат. Једно је од 134 општинска средишта округа Рајн-Хунсрик. Према процјени из 2010. у општини је живјело 834 становника. Посједује регионалну шифру (AGS) 7140081.

## Географски и демографски подаци
Лауферсвајлер се налази у савезној држави Рајна-Палатинат у округу Рајн-Хунсрик. Општина се налази на надморској висини од 425 метара. Површина општине износи 6,8 km². У самом мјесту је, према процјени из 2010. године, живјело 834 становника. Просјечна густина становништва износи 123 становника/km².

## Међународна сарадња
| Мјесто     | Држава  | Врста сарадње | Од    |
| ---------- | ------- | ------------- | ----- |
| Миделкерке | Белгија | партнерство   | 1969. |
| Извор      |         |               |       |